# Корчмино (Санкт-Петербург)
Корчмино — бывшая деревня в черте города федерального значения Санкт-Петербург. Входит в состав посёлка Понтонного, который в свою очередь является муниципальным образованием в составе Колпинского района города Санкт-Петербурга.

## География
Территория находится на левом (южном) берегу реки Невы, будучи частью посёлка Понтонного, только юга граничит с другим внутригородским муниципальным образованием — посёлком Сапёрным. В Корчмино начинается Лагерное шоссе, идущее через Сапёрный в Колпино.

## История
Находилась в Колпинском районе, между посёлками Понтонный и Сапёрный на берегу Невы (до революции в составе Шлиссельбургского уезда Санкт-Петербургской губернии).
Основана в правление Петра I, как село Вознесенское. Земли, на которых находилось село, были пожалованы Петром I своему сподвижнику и одному из первых русских инженеров Василию Дмитриевичу Корчмину, имя которого согласно распространённой версии перешло к населённому пункту.
С 1917 по 1928 год деревня Корчмино была центром Корчминского сельсовета (в 1927 году — в составе Колпинского района). В 1928 году Корчминский сельсовет был упразднён с перечислением его населённых пунктов в состав Усть-Ижорского сельсовета. 1 февраля 1938 года деревня Корчмино включена в состав посёлка Понтонный.
Во время Великой Отечественной войне с 1 сентября по 3 октября 1941 года здесь был обустроен Слуцко-Колпинский укреплённый район.

## Известные уроженцы
- Игнатьева О. М., советская шахматистка, гроссмейстер (1978), международный арбитр (1972), тренер.

## Достопримечательности
Достопримечательностью местности является воинский мемориал на берегу Невы — установленный на братском захоронении перенесённом со старого корчминского кладбища в начале 1980-х. На мемориальных досках увековечено 1782 человека. Авторы мемориала архитектор О. Б. Голынкин и скульптор В. Г. Стамов.

Фотографии Корчмино
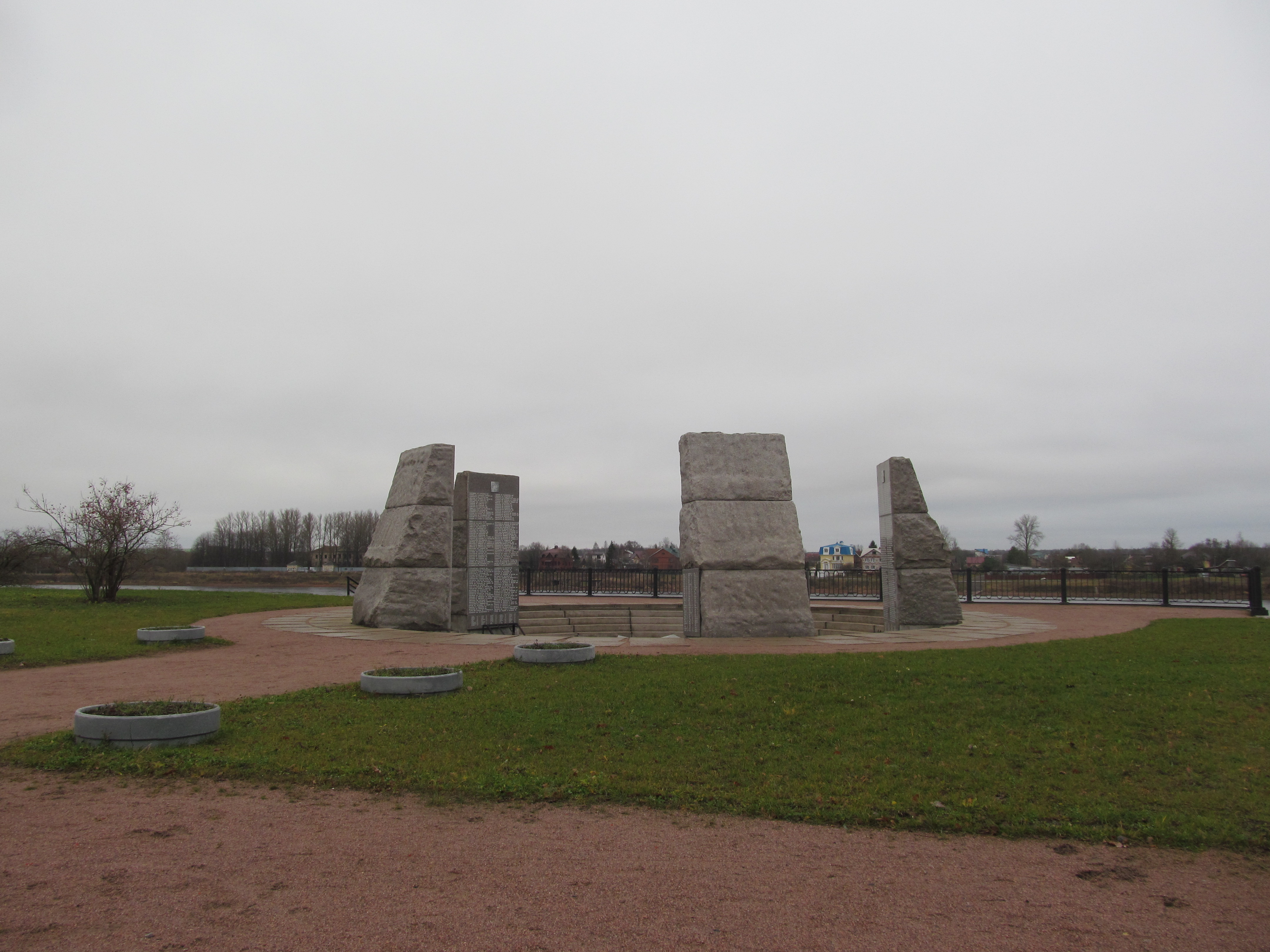
Воинский мемориал в Корчмино - памятник
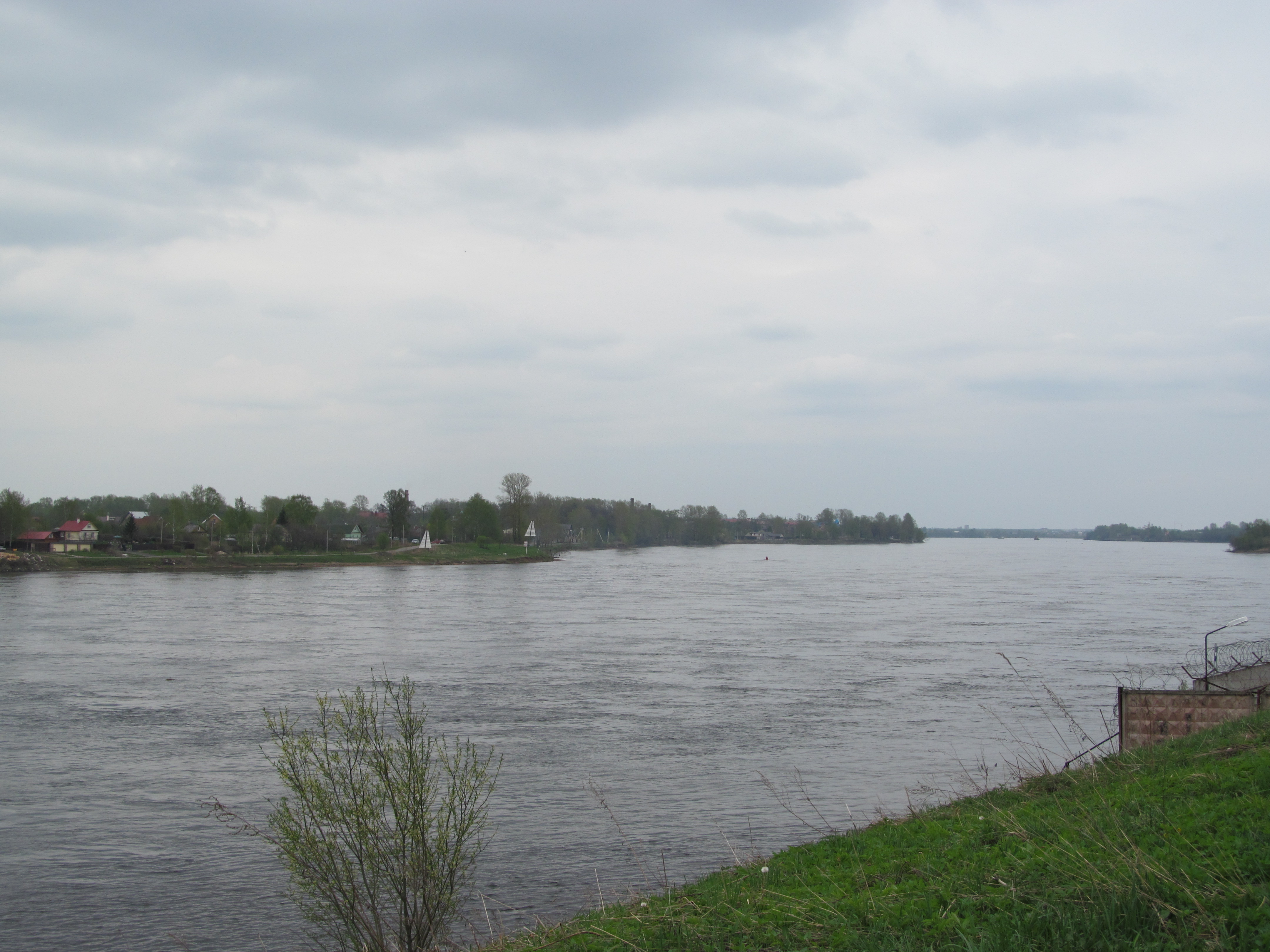
Корчмино - вид на Неву от воинского мемориала
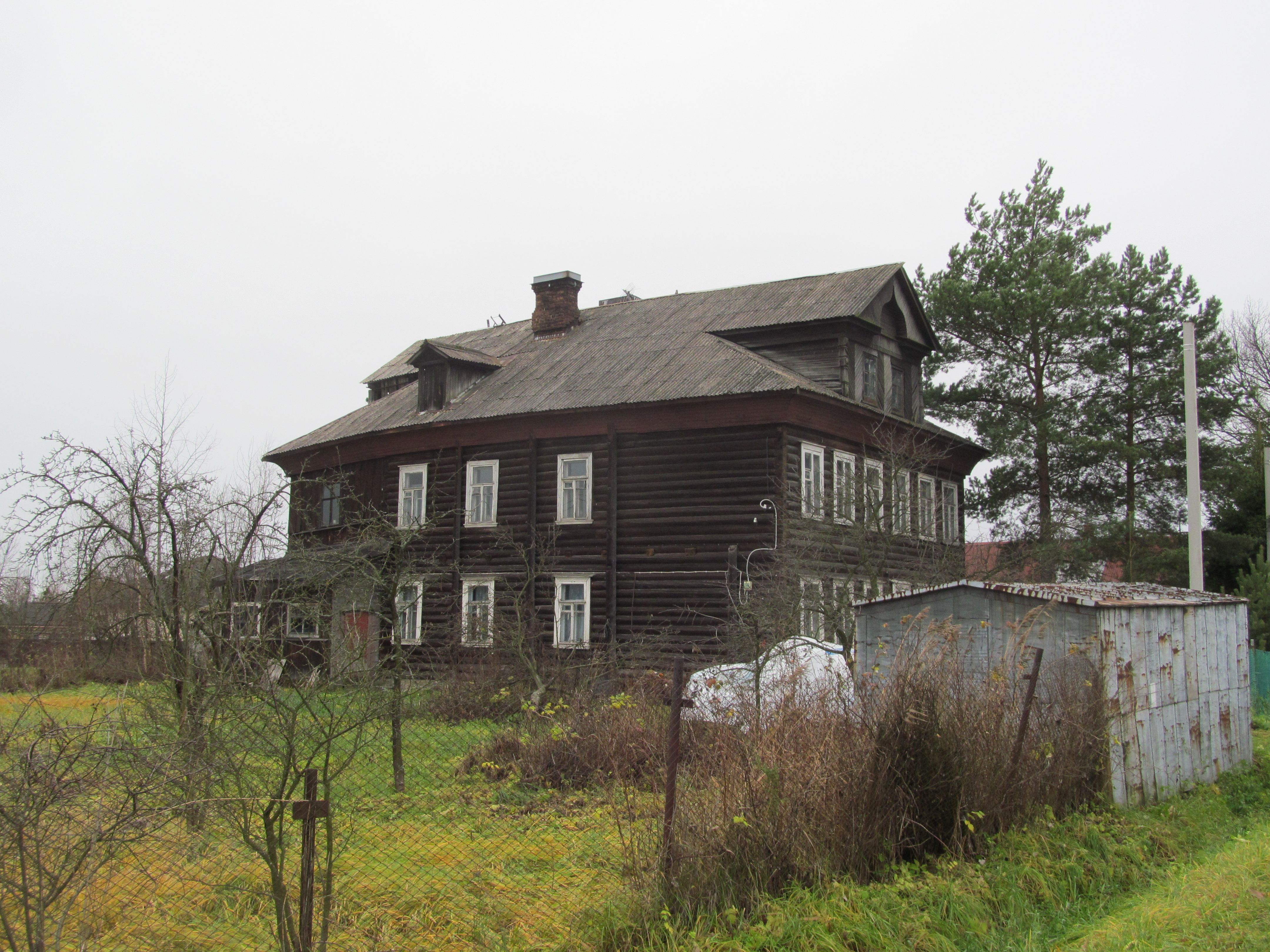
Старый деревянный дом в Корчмино
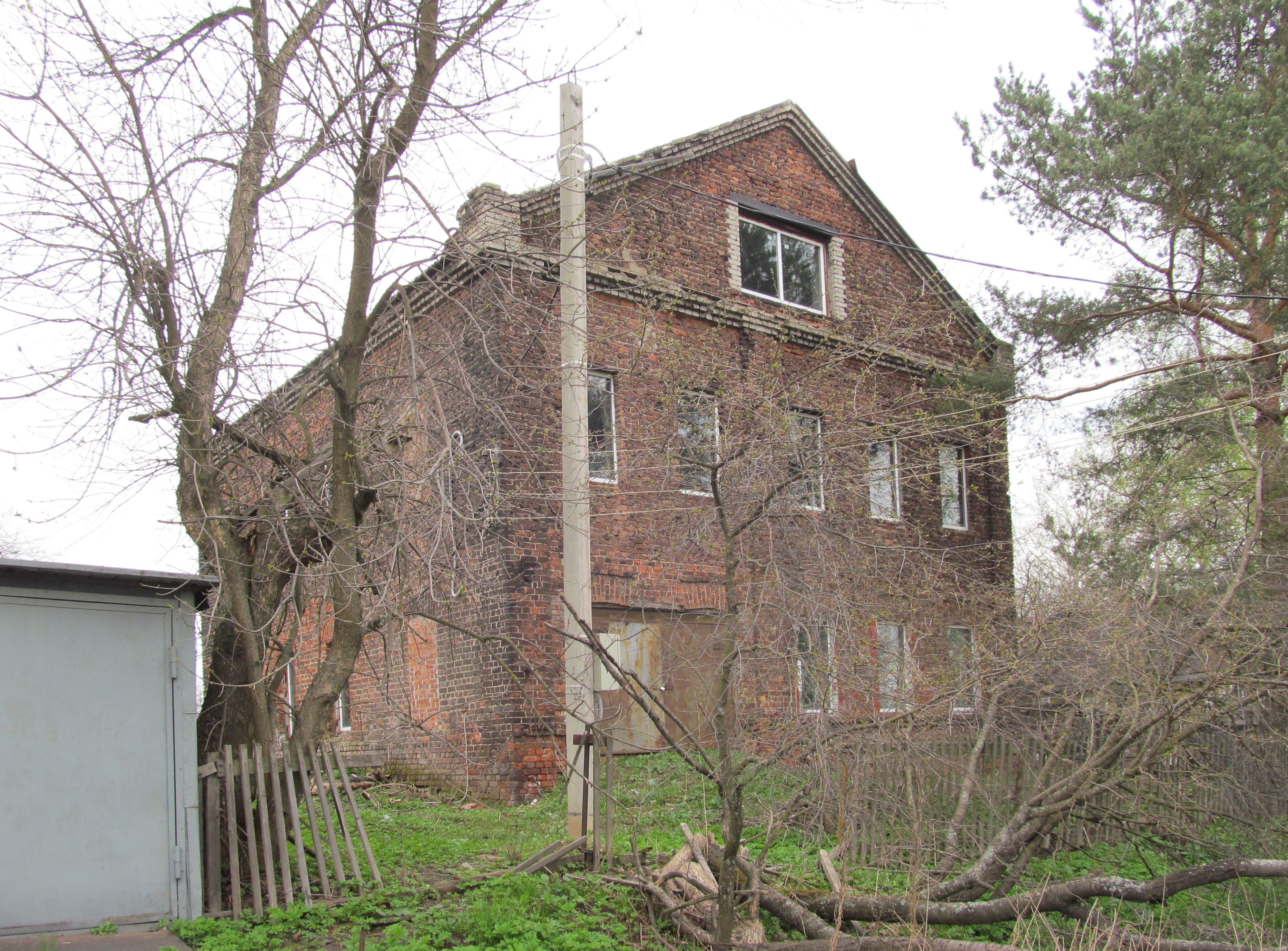
Старый каменный дом в Корчмино